# NGC 7132
NGC 7132 este o galaxie situată în constelația Pegas. A fost descoperită în 18 octombrie 1884 de către Lewis A. Swift.